# Marta Macho Stadler
Marta Macho Stadler (Bilbao, 9 de septiembre de 1962) es una matemática y divulgadora científica española. Es profesora de Geometría y Topología en la Universidad del País Vasco y especialista en Teoría Geométrica de Foliaciones y Geometría no conmutativa.  Es también editora del espacio digital Mujeres con Ciencia de la Cátedra de Cultura Científica por el que ha recibido varios premios, entre ellos el Premio Emakunde de Igualdad 2016.

## Trayectoria
Se licenció en Matemáticas por la Universidad del País Vasco en 1985 y fue contratada como profesora colaboradora en el Departamento de Matemáticas de esa misma universidad. En 1987 empezó a trabajar con el Dr. Gilbert Hector de la Université Claude Bernard de Lyon allí se doctoró en 1996 con la tesis 'Isomorphisme de Thom pour les feuilletages presque sans holonomie' (Isomorfismo de Thom para las foliaciones casi sin holonomia). Es Profesora Agregada de Geometría y Topología de la UPV/EHU. Entre sus temas de investigación se encuentra la Teoría geométrica de foliaciones.
Imparte docencia en Topología y Ampliación de Topología en el Grado de Matemáticas (segundo y cuarto curso) en la Facultad de Ciencia y Tecnología de la UPV/EHU. También imparte un curso de Topología Algebraica en el Máster Universitario en Modelización e Investigación Matemática, Estadística y Computación (MATG6) y la asignatura optativa ‘Las Matemáticas en la vida cotidiana: sociedad y cultura’ en las Aulas de la Experiencia de Bizkaia de la UPV/EHU.

### Divulgación científica
Sus actividades de divulgación comenzaron en 1999, cuando colaboró en la organización de un ciclo de conferencias titulado 'Un Paseo por la geometría', actividad que llevó a cabo durante diez cursos académicos. Durante su trayectoria como divulgadora científica destaca el trabajo para hacer visible el papel de las mujeres en el mundo científico.
Fue miembro de la Comisión de Mujeres de la Real Sociedad Matemática Española (RSME) y participa en diversos espacios sociales para potenciar la conexión entre la ciencia y la sociedad civil.
Uno de los temas que centran su labor de divulgación científica es la presencia de las matemáticas en la literatura lo que le ha llevado a estudiar el contenido científico y la estructura matemática de textos en la novela, el tebeo, la poesía y las piezas teatrales. Es la responsable de las secciones de 'Literatura y Matemáticas' y de ‘Teatro y Matemáticas’ en el portal DivulgaMAT de la RSME. Participa desde hace años en diversas actividades en centros culturales o de enseñanza, intentando llegar tanto a estudiantes como al público en general y colabora en diferentes blogs, como: ZTFNews.org (Facultad de Ciencia y Tecnología, UPV/EHU) y Cuaderno de Cultura Científica (Cátedra de Cultura Científica, UPV/EHU). También coordina el ciclo ‘Ellas hacen ciencia’ que acoge cada año la biblioteca Bidebarrieta de Bilbao.
Desde 2010 forma parte de la Comisión para la Igualdad de la Facultad de Ciencia y Tecnología de la Universidad del País Vasco, y desde 2015 es miembro del Consejo de Cooperación de la misma universidad. Por otro lado desde 2011 es miembro de la Asociación de Mujeres Investigadoras y Tecnólogas.
Desde su creación el 8 de mayo de 2014 es editora e impulsora del espacio digital Mujeres con ciencia de la Cátedra de Cultura Científica de la Universidad del País Vasco dedicado a la difusión del papel de las mujeres en la ciencia y a la visibilidad de sus trabajos tanto de las pioneras como de las científicas actuales además de los aspectos transversales a la ciencia y los sesgos de género en la ciencia.
En 2015 recibió el Premio Igualdad de la Universidad de Alicante por su trabajo divulgativo y acciones a favor de la visibilización de las aportaciones de las mujeres científicas en el progreso social. Y la medalla de la Real Sociedad Matemática Española, por su labor de divulgación de las matemáticas, por su compromiso con la igualdad y por tender puentes entre el profesorado de matemáticas de diferentes niveles educativos.
En noviembre de 2016 se le otorgó el Premio Emakunde a la Igualdad en reconocimiento a su trayectoria a divulgar y promover el conocimiento científico entre las mujeres aplicando la perspectiva de género además de reconocer su participación en comisiones científicas y académicas para promover la igualdad de mujeres y hombres en la universidad. El premio, con una dotación bruta de 14.400 euros lo destinó en su totalidad a mujeres refugiadas y víctimas de la violencia de género que están estudiando en la UPV/EHU.
Es coautora de ‘Mujeres en la Ciencia’, una guía didáctica sobre el papel de las mujeres en la historia de la ciencia.

## Premios y reconocimientos
- 2015 Premio Igualdad de la Universidad de Alicante.[3]
- 2015 Medalla de la Real Sociedad Matemática Española.[7]
- 2016 Premio Emakunde a la Igualdad.[11][12][13]
- 2019 Ilustre de Bilbao, por su labor como divulgadora científica y por visibilizar el papel de las mujeres en la ciencia.[14]
- 2021 Finalista en la VII Edición del Premio Avanzadoras de 20Minutos e Intermón Oxfam.[15]
- 2023 Premio Fundación Lilly de Divulgación Científica.[16]
- 2023 Premio Mujeres Científicas, otorgado por la revista Muy Interesante.[17]
- 2024 Premio Bítere de Honra, como autora del blog Mujeres con ciencia.[18]

## Publicaciones
- Topología general (2002) Universidad del País Vasco
- Mujeres en la Ciencia. Guía didáctica sobre el papel de la mujer en la historia de la Ciencia (2011). Coautora. Universidad del País Vasco.[10]
- Onna Bugeisha — Guerreras de la ciencia (2020). Coautora. Hackers & Developers[19]